# Leffinqwellův–Bronštajnův psací stůl
Leffinqwellův–Bronštajnův psací stůl je fiktivní metodika optimálního uspořádání pracovních pomůcek na psacím stole, představená ve filmu Jak básníci přicházejí o iluze.
Ve filmu tuto metodu prezentuje postava docenta Miroslava Zajíce, kterou ztvárnil Zdeněk Svěrák. Přednáška připomíná semináře Divadla Járy Cimrmana a jediným studentem, který ji pravidelně navštěvuje, je Venoš.[zdroj?]
Metoda rozděluje plochu stolu do sektorů označených kombinací písmen a čísel (např. A1, A2, B5). Původní Leffinqwellův model obsahoval tři hromádky učebnic v sektorech A1, A5 a B1, což bylo považováno za nadbytečné. Bronštajn proto redukoval počet hromádek na dvě – A1 a A5 – a přesunul poznámkový blok z dominantního sektoru A2 do ergonomicky výhodnější polohy v sektoru B5. Sektory B1, B2, B3 a B4 zůstaly prázdné.
V Zajícově variantě je v sektoru A3 umístěn Emmersonův–Votočkův týdenní výkonnostní rozvrhový grafikon.[zdroj?]
Scéna, kde je tento psaní stůl představen, se stala populární a často je citována v souvislosti s diskusemi o ergonomii a organizaci pracovního prostoru.[zdroj?]